# Milcah Cheywa
Milcah Chemos Cheywa (née le 24 février 1986 à Bugaa, dans la Province occidentale, dans la région du mont Elgon) est une athlète kényane spécialiste du 3 000 m steeple, championne du monde en 2013.

## Biographie
En 2009, elle remporte la médaille de bronze lors des Championnats du monde de Berlin en 9 min 8 s 57, son meilleur temps, se classant derrière l'Espagnole Marta Domínguez et la Russe Yuliya Zarudneva. Elle devient à cette occasion la troisième athlète féminine kényane médaillée sur la distance dans cette compétition après Jeruto Kiptum et Eunice Jepkorir, troisièmes lors des deux précédentes éditions. Peu avant, à Tanger, elle a réalisé 8 min 52 s 57 sur 3 000 m. 
Elle se distingue lors de la saison 2010 en s'adjugeant son premier titre de championne d'Afrique à Nairobi en 9 min 32 s 18 devant l'Éthiopienne Sofia Assefa. Elle remporte ensuite la première édition de la Ligue de diamant en s'imposant à quatre reprises lors des meetings d'Oslo, de Rome, de Eugene et de Londres, et en prenant la deuxième place des trois autres épreuves à Shanghai, Stockholm et lors de la finale à Bruxelles. Deuxième de la Coupe continentale d'athlétisme de Split derrière Yuliya Zarudneva, elle s'adjuge en fin de saison 2010 à New Delhi le titre des Jeux du Commonwealth où elle s'impose face à sa compatriote Mercy Njoroge.
Elle commence sa saison 2011 de la meilleure des façons en remportant en 9 min 16 s 44 le meeting de Doha comptant pour la ligue de diamant 2011. Elle réédite cette victoire lors du Golden Gala, de l'Adidas Grand Prix et du meeting de Lausanne en devançant par trois fois Sofia Assefa. Aux Championnats du monde de Daegu, la Kényane termine troisième de la finale du 3 000 m steeple, en 9 min 17 s 16, derrière la Russe Yuliya Zaripova et la Tunisienne Habiba Ghribi. Elle remporte en fin de saison la Ligue de diamant pour la deuxième fois consécutive.
En juin 2012, Milcah Cheywa établit un nouveau record d'Afrique du 3 000 m steeple à l'occasion des Bislett Games d'Oslo. Elle remporte la course en 9 min 7 s 14 et améliore de 27/100 la précédente meilleure marque continentale détenue depuis la saison 2008 par sa compatriote Eunice Chepkorir. Elle termine initialement au pied du podium des Jeux olympiques de 2012, à Londres, avant de se voir réattribuer la médaille de bronze en 2016, à la suite de la disqualification pour dopage de la Russe arrivée première. La même année, elle remporte néanmoins pour la troisième fois consécutive la Ligue de diamant. 
Sélectionnée pour les championnats du monde 2013 de Moscou, la Kényane parvient à contenir toutes ses adversaires en finale, et décrocher son premier titre mondial en 9 min 11 s 65, signant à cette occasion la meilleure performance mondiale de l'année. Elle devance de justesse sa compatriote Lydia Chepkurui et l’Éthiopienne Sofia Assefa.

## Dopage
Le 19 novembre 2015, Chewya récupère la médaille d'argent des championnats du monde 2009 de Berlin à la suite de la disqualification de la vainqueur, l'Espagnole Marta Dominguez,.
Le 24 mars 2016, le Tribunal arbitral du sport valide les appels de la Fédération internationale d'athlétisme contre les décisions de l'agence russe antidopage (RUSADA) concernant les sanctions « sélectives » de six athlètes. L'agence russe prenait des sanctions de manière tronçonnée de façon, le plus souvent, à leur permettre de conserver les titres acquis dans les grands rendez-vous, ce qui est inacceptable aux yeux de la fédération internationale. Le tribunal décide de bannir Yuliya Zaripova, coureuse de 3 000 m steeple qui avait déjà perdu ses titres mondiaux 2011 et olympiques 2012 pour une précédente suspension, du 20 juillet 2011 au 25 juillet 2013. La Fédération internationale d'athlétisme annonce procéder immédiatement à la disqualification des athlètes incriminés et à la redistribution des médailles dans les compétitions qu'elle dirige et informe le Comité international olympique de la décision du tribunal en vue de modifier le classement de cette épreuve pour Cheywa.

## Palmarès
| Date | Compétition            | Lieu             | Rang | Temps         |
| ---- | ---------------------- | ---------------- | ---- | ------------- |
| 2009 | Championnats du monde  | Berlin           | 2e   | 9 min 08 s 57 |
| 2009 | Finale mondiale        | Stuttgart        | 2e   | 9 min 20 s 19 |
| 2010 | Championnats d'Afrique | Nairobi          | 1re  | 9 min 32 s 18 |
| 2010 | Ligue de diamant       | Ligue de diamant | 1re  | détails       |
| 2010 | Coupe continentale     | Split            | 2e   | 9 min 25 s 84 |
| 2010 | Jeux du Commonwealth   | New Delhi        | 1re  | 9 min 40 s 96 |
| 2011 | Championnats du monde  | Daegu            | 2e   | 9 min 17 s 16 |
| 2011 | Ligue de diamant       | Ligue de diamant | 1re  | détails       |
| 2012 | Jeux olympiques        | Londres          | 3e   | 9 min 09 s 88 |
| 2012 | Ligue de diamant       | Ligue de diamant | 1re  | détails       |
| 2013 | Championnats du monde  | Moscou           | 1re  | 9 min 11 s 65 |
| 2013 | Ligue de diamant       | Ligue de diamant | 1re  | détails       |
| 2014 | Jeux du Commonwealth   | Glasgow          | 2e   | 9 min 31 s 30 |

## Records
| Épreuve         | Performance   | Lieu   | Date         |
| --------------- | ------------- | ------ | ------------ |
| 3 000 m         | 8 min 43 s 92 | Zagreb | 31 août 2009 |
| 3 000 m steeple | 9 min 07 s 14 | Oslo   | 7 juin 2012  |